# World Series di monobob femminile 2021
Le World Series di monobob femminile 2021, ufficialmente denominate IBSF Women's Monobob World Series 2020/21, sono la prima edizione del massimo circuito mondiale del monobob, competizione organizzata dalla Federazione Internazionale di Bob e Skeleton riservata soltanto alle donne; è iniziata il 5 dicembre 2020 a Winterberg in Germania, e si è conclusa il 20 febbraio 2021 a Schönau am Königssee, sempre in Germania. Le competizioni si sono svolte unicamente nella disciplina del monobob, per la quale viene utilizzata una slitta con a bordo una sola persona a cui sono pertanto demandate tutte e tre le fasi della gara: spinta in partenza, guida lungo il tracciato e frenata al termine della discesa.
Sono state disputate tredici gare in sei differenti località in concomitanza con i circuiti di Coppa del Mondo, Coppa Europa e Coppa Nordamericana, lungo tutto l'arco della stagione 2020/2021. La stagione avrebbe dovuto terminare il 14 marzo 2021 a Yanqing in Cina, sede dei Giochi olimpici di Pechino 2022, ma la tappa cinese è stata cancellata in data 28 novembre 2020 per via delle restrizioni sui viaggi imposte a causa della pandemia di COVID-19.
La disciplina del monobob al femminile fece inoltre parte per la prima volta dei campionati mondiali che si tennero ad Altenberg in Germania, competizione inizialmente non valida ai fini delle World Series ma poi è stata inserita nella classifica finale come tredicesima gara; la manifestazione avrebbe dovuto svolgersi a Lake Placid negli Stati Uniti d'America, ma sempre a causa della pandemia di COVID-19 è stata spostata nella località sassone.
Vincitrice del trofeo, assegnato alla prima classificata nel circuito, è stata la statunitense Nicole Vogt, aggiudicatasi quattro delle cinque tappe disputatesi negli Stati Uniti, precedendo in classifica l'australiana Breeana Walker e la brasiliana Marina Silva Tuono, giunte alla fine con il medesimo punteggio ma con Walker seconda in quanto vincitrice di una gara mentre Silva Tuono deteneva quale miglior piazzamento stagionale un secondo posto.

## Calendario
| Winterberg           | 5 dicembre 2020     | ●        |          |          |
| Innsbruck            | 12 dicembre 2020    | ●        |          |          |
| Innsbruck            | 14 gennaio 2021     | ●        |          |          |
| Park City            | 15–17 gennaio 2021  | ●●●      |          |          |
| Sankt Moritz         | 16 gennaio 2021     | ●        |          |          |
| Schönau am Königssee | 23 gennaio 2021     | ●        |          |          |
| Innsbruck            | 30 gennaio 2021     | ●        |          |          |
| Lake Placid          | 1º–2 febbraio 2021  | ●●       |          |          |
| Altenberg            | 13–14 febbraio 2021 | Mondiali | Mondiali | Mondiali |
| Schönau am Königssee | 20 febbraio 2021    | ●        |          |          |
| Totale gare          | Totale gare         | 12       |          |          |

| Yanqing | 14 marzo 2021       | ●  | 28 novembre 2020                             |
| Sigulda | 15–16 dicembre 2020 | ●● | gare presenti in calendario ma non disputate |

## Risultati
| Data             | Località             | Prima classificata                                   | Seconda classificata                | Terza classificata            |
| ---------------- | -------------------- | ---------------------------------------------------- | ----------------------------------- | ----------------------------- |
| 5 dicembre 2020  | Winterberg           | Nadežda Sergeeva Russia                              | Martina Fontanive Svizzera          | Katrin Beierl Austria         |
| 12 dicembre 2020 | Innsbruck            | Breeana Walker Australia                             | Laura Nolte Germania                | Katrin Beierl Austria         |
| 14 gennaio 2021  | Innsbruck            | Melissa Lotholz Canada                               | Cynthia Appiah Canada               | Karlien Sleper Paesi Bassi    |
| 15 gennaio 2021  | Park City            | Nicole Vogt Stati Uniti                              | Marina Silva Tuono Brasile          | Riley Compton Stati Uniti     |
| 16 gennaio 2021  | Sankt Moritz         | Kaillie Humphries Stati Uniti                        | Laura Nolte Germania                | Martina Fontanive Svizzera    |
| 16 gennaio 2021  | Park City            | Nicole Vogt Stati Uniti                              | Carrie Russell Giamaica             | Marina Silva Tuono Brasile    |
| 17 gennaio 2021  | Park City            | Carrie Russell Giamaica                              | Nicole Vogt Stati Uniti             | Marina Silva Tuono Brasile    |
| 23 gennaio 2021  | Schönau am Königssee | Kaillie Humphries Stati Uniti                        | Elana Meyers-Taylor Stati Uniti     | Stephanie Schneider Germania  |
| 30 gennaio 2021  | Innsbruck            | Breeana Walker Australia                             | Elana Meyers-Taylor Stati Uniti     | Melissa Lotholz Canada        |
| 1º febbraio 2021 | Lake Placid          | Nicole Vogt Stati Uniti                              | Jazmine Fenlator-Victorian Giamaica | Carrie Russell Giamaica       |
| 2 febbraio 2021  | Lake Placid          | Nicole Vogt Stati Uniti                              | Carrie Russell Giamaica             | Brittany Reinbolt Stati Uniti |
| 20 febbraio 2021 | Schönau am Königssee | Martina Fontanive Svizzera e Melanie Hasler Svizzera | non assegnato                       | Breeana Walker Australia      |

## Sistema di punteggio[7]
| Piazzamento | 1   | 2   | 3   | 4  | 5  | 6  | 7  | 8  | 9  | 10 | 11 | 12 | 13 | 14 | 15 | 16 | 17 | 18 | 19 | 20 | 21 | 22 | 23 | 24 | 25 | 26 | 27 | 28 | 29 | 30 |
| Punti       | 120 | 110 | 102 | 96 | 92 | 88 | 84 | 80 | 76 | 72 | 68 | 68 | 68 | 68 | 68 | 68 | 68 | 68 | 68 | 68 | 68 | 68 | 68 | 68 | 68 | 68 | 68 | 68 | 68 | 68 |

## Classifica
| Pos. | Nome pilota        | Nazione       | WIN | INN-1 | INN-2 | PKC-1 | PKC-2 | STM | PKC-3 | KÖN-1 | INN-3 | LAK-1 | LAK-2 | ALT | KÖN-2 | Punti |
| ---- | ------------------ | ------------- | --- | ----- | ----- | ----- | ----- | --- | ----- | ----- | ----- | ----- | ----- | --- | ----- | ----- |
| 1    | Nicole Vogt        | Stati Uniti   | -   | -     | -     | 1     | 1     | -   | 2     | -     | -     | 1     | 1     | -   | -     | 590   |
| 2    | Breeana Walker     | Australia     | -   | 1     | -     | -     | -     | 7   | -     | 9     | 1     | -     | -     | DNS | 3     | 502   |
| 3    | Marina Silva Tuono | Brasile       | -   | -     | -     | 2     | 3     | -   | 3     | -     | -     | 5     | 4     | -   | -     | 502   |
| 4    | Martina Fontanive  | Svizzera      | 2   | DNS   | -     | -     | -     | 3   | -     | 8     | -     | -     | -     | 9   | 1     | 488   |
| 5    | Melanie Hasler     | Svizzera      | 5   | 4     | -     | -     | -     | 6   | -     | -     | -     | -     | -     | 10  | 1     | 468   |
| 6    | Carrie Russell     | Giamaica      | -   | -     | -     | DSQ   | 2     | -   | 1     | -     | -     | 3     | 2     | -   | -     | 442   |
| 7    | Nadežda Sergeeva   | Russia        | 1   | -     | -     | -     | -     | 13  | -     | 11    | 5     | -     | -     | -   | 5     | 440   |
| 8    | Mica McNeill       | Gran Bretagna | -   | 5     | -     | -     | -     | 9   | -     | 6     | 12    | -     | -     | 13  | 4     | 420   |
| 9    | Andreea Grecu      | Romania       | 4   | 6     | -     | -     | -     | 12  | -     | 13    | 8     | -     | -     | 11  | 7     | 416   |
| 10   | Simidele Adeagbo   | Nigeria       | -   | -     | -     | 6     | 7     | -   | 7     | -     | -     | 7     | -     | -   | 18    | 408   |